# Urausu
Urausu (浦臼町, Urausu-chō) est un bourg du district de Kabato, situé dans la sous-préfecture de Sorachi, sur l'île de Hokkaidō, au Japon.

## Géographie

### Démographie
Au 31 mars 2015, la population d'Urausu s'élevait à 2 070 habitants répartis sur une superficie de 101,83 km2.

## Transports
Urausu est desservi par la ligne Sasshō (ligne Gakuen-Toshi) de la compagnie JR Hokkaido.